# Corriol d'Azara
El corriol d'Azara (Anarhynchus collaris) és una espècie d'ocell de la família dels caràdrids (Charadriidae) que habita platges, rius i llacs des del sud de Mèxic cap al sud fins a Panamà i Sud-amèrica, arribant cap al sud fins al nord-est del Perú i el centre de l'Argentina. Habita també el centre de Xile i les illes properes a Veneçuela.